# Filadelfio Basile
Filadelfio Guido Basile (ur. 5 stycznia 1957 w Katanii, zm. 10 grudnia 2010) – włoski polityk, ekonomista i nauczyciel akademicki, profesor, senator.

## Życiorys
Z wykształcenia ekonomista. Pracował jako nauczyciel akademicki, był profesorem ekonomii i polityki rolnej na Uniwersytecie w Katanii. Publikował w regionalnym dzienniku „Quotidiano di Sicilia”. W 1991 z ramienia Chrześcijańskiej Demokracji został wybrany do Sycylijskiego Zgromadzenia Regionalnego, w którym zasiadał przez dwie kadencje do 2001. W połowie lat 90. objął w rządzie regionalnym funkcję asesora ds. turystyki, łączności i transportu.
W wyborach w 2001 z listy Forza Italia wszedł w skład Senatu XIV kadencji, w którym zasiadał do 2006. W 2004 odszedł z klubu senackiego FI, a w następnym roku dołączył do partii Margherita.